# جیمز شلسینگر
 جیمز شلسینگر (انگلیسی: James R. Schlesinger؛ زاده ۱۵ فوریهٔ ۱۹۲۹ درگذشته ۲۷ مارس ۲۰۱۴) یک سیاست‌مدار اهل ایالات متحده آمریکا بود.